# Велленройтер, Тимон
Тимо́н Янис Велленро́йтер (нем. Timon Janis Wellenreuther; род. 3 декабря 1995[…], Карлсруэ, Баден-Вюртемберг) — немецкий футболист, вратарь нидерландского клуба «Фейеноорд».
Выступал за молодёжную сборную Германии.

## Клубная карьера
Тимон начинал свою карьеру в скромных немецких клубах. С 2010 по 2013 год он занимался в системе клуба «Карлсруэ». В 2014 году состоялся его переход в «Шальке 04». Первую половину сезона молодой голкипер провёл во второй команде и неплохо там себя проявил. В январе 2015 года из-за травм вратарей главной команды Велленройтер был переведён в первый состав клуба.
3 февраля в первом тайме матча с «Баварией» основной вратарь Фабиан Гифер получил травму, и второй игровой отрезок «Шальке» играл уже с Тимоном в воротах. В своём дебютном матче он пропустил один гол, однако внёс свой вклад в итоговую ничью. Следующую встречу чемпионата против мёнхенгладбахской «Боруссии» Велленройтер начал с первых минут и отыграл «насухо» (1:0).
18 февраля он дебютировал в Лиге чемпионов, выйдя в стартовом составе на матч 1/8 финала против мадридского «Реала» (0:2). Таким образом, в возрасте 19 лет и 77 дней Тимон стал самым молодым немецким вратарём, выходившим на поле в матче Лиги чемпионов.
25 июня 2015 года Велленройтер был отдан в аренду на один год в «Мальорку».
В 2017 перешел в нидерландский «Виллем II», где провел три сезона.
Летом 2020 объявлено о переходе в бельгийский «Андерлехт». Дебютировал в лиге Жюпилер 4 октября 2020 в гостевом матче против «Брюгге», выйдя в перерыве при счете 1:0 на замену вместо Хендрика ван Кромбрюгге. Матч окончился победой хозяев со счетом 3:0.
16 августа 2022 года перешёл на правах аренды в роттердамский «Фейеноорд». Летом 2023 года клуб воспользовался опцией выкупа и заключил с Велленройтером двухлетний контракт.

## Карьера в сборной
В марте 2015 года Велленройтер впервые был приглашён в молодёжную сборную Германии. 21 апреля 2015 года он дебютировал за молодёжку в товарищеском матче против молодёжной сборной Италии (1:2).

## Личная жизнь
Отец Тимона — Инго — немецкий политик, член Бундестага, был президентом футбольного клуба «Карлсруэ» с 2010 по 2020 год.

## Достижения
«Фейеноорд»
- Чемпион Нидерландов: 2022/23
- Обладатель Кубка Нидерландов: 2023/24
- Обладатель Суперкубка Нидерландов: 2024